# Tegalrejo (Grabag)
Tegalrejo is een bestuurslaag in het regentschap Purworejo van de provincie Midden-Java, Indonesië. Tegalrejo telt 924 inwoners (volkstelling 2010).